# Ma Chua-lung
Ma Chua-lung (čínsky pchin-jinem Mǎ Huàlóng, znaky zjednodušené 马化龙, tradiční 馬化龍, zemřel 2. března 1871) byl pátým vůdcem súfijského řádu čínsky zvaného Če-che-lin-jie, který založil v šedesátých letech osmnáctého století Ma Ming-sin a který výrazně působil v osmnáctém a devatenáctém století v provincii Kan-su tehdejší říše Čching. Ma Chua-lung byl zároveň od jejího počátku až do své smrti jedním z vůdců Dunganské revoluce, neúspěšného národnostního a náboženského povstání především Chuejů vyznávajících islám proti císaři Tchung-č’.
Od konce roku 1869 byl Ma-Chua-lung obklíčen ve městě Ťin-ťi-pao, které oblehl vládní generál Cuo Cung-tchang se svými jednotkami. Po šestnácti měsících obléhání se Ma Chua-lung generálovi vzdal a ten jej pravděpodobně nechal popravit pomalým rozřezáváním.